# 1956 en Grèce
Chronologie de la Grèce
- 1952
- 1953
- 1954
- 1955
- 1956
- 1957
- 1958
- 1959
- 1960

Cette page concerne les évènements survenus en 1956 en Grèce  :

## Évènements
- 19 février : Élections législatives
- 9 juillet : Séisme de 1956 sur Amorgós
- août : Croisière des rois

## Sortie de film
- L'Amoureux de la bergère
- L'Enlèvement de Perséphone
- L'Ogre d'Athènes
- Jaloux comme un tigre
- La Fille en noir

## Sport
- 26 janvier-5 février : Participation de la Grèce aux Jeux olympiques d'hiver à Cortina d'Ampezzo en Italie.
- Coupe de Grèce de football (1955-1956) (en)
- Coupe de Grèce de football (1956-1957) (en)
- Championnats Panhelléniques (1955-1956) (en)
- Championnats Panhelléniques (1956-1957) (en)

## Création
- 20e Division blindée (en)
- Biamax (en)
- École britannique Sainte Catherine (arz), école internationale.
- École d'État italienne d'Athènes (en), école internationale.
- Parti social laïque (en), parti politique.
- Stations Ágios Nikólaos, Káto Patíssia, Áno Patíssia, Perissós, Pefkákia et Néa Ionía de la ligne 1 du métro d'Athènes
- Union libérale démocratique (en), parti politique.
- Union nationale radicale, parti politique.

clubs sportifs
- Digenis Neochori F.C. (en), club de football.
- Doxa Megalopolis F.C. (en), club de football.
- Yacht club de Kamini (en)

## Naissance
- Giórgos Charvaliás, peintre.
- Katerína Maridáki-Kassotáaki (el), professeur et écrivaine dans le domaine de la psychologie.
- Chrístos Samarás (el), compositeur.
- Nadia Tass, réalisatrice et productrice gréco-australienne.
- Grigóris Vallianátos (el), journaliste.

## Décès
- Phaídōn Koukoulés (el), historien.
- Spyridon Ier d'Athènes, archevêque-primat d’Athènes et de toute la Grèce.
- Periklís Vizoukídis (el), avocat, professeur d'université, franc-maçon et collaborateur des nazis pendant l'occupation.